# Championnats d'Europe junior de badminton
 (avril 2016).
Si vous disposez d'ouvrages ou d'articles de référence ou si vous connaissez des sites web de qualité traitant du thème abordé ici, merci de compléter l'article en donnant les références utiles à sa vérifiabilité et en les liant à la section « Notes et références ».
Le Championnat d'Europe junior de badminton est un tournoi organisé par Badminton Europe (BE) depuis 1969 et qui se déroule tous les deux ans pour couronner les meilleurs joueurs juniors de badminton en Europe. La compétition par équipe a été ajoutée au programme depuis l'édition 1975 à Copenhague au Danemark.

## Pays hôtes
| Année | Ville hôte | Pays                 |
| ----- | ---------- | -------------------- |
| 1969  | Voorburg   | Pays-Bas             |
| 1971  | Gottwaldov | Tchécoslovaquie      |
| 1973  | Édimbourg  | Écosse               |
| 1975  | Copenhague | Danemark             |
| 1977  | Ta' Qali   | Malte                |
| 1979  | Mülheim    | Allemagne de l'Ouest |
| 1981  | Édimbourg  | Écosse               |
| 1983  | Helsinki   | Finlande             |
| 1985  | Pressbaum  | Autriche             |
| 1987  | Varsovie   | Pologne              |
| 1989  | Manchester | Angleterre           |

| Année | Ville hôte  | Pays      |
| ----- | ----------- | --------- |
| 1991  | Budapest    | Hongrie   |
| 1993  | Sofia       | Bulgarie  |
| 1995  | Nitra       | Slovaquie |
| 1997  | Nymburk     | Tchéquie  |
| 1999  | Glasgow     | Écosse    |
| 2001  | Spała       | Pologne   |
| 2003  | Esbjerg     | Danemark  |
| 2005  | Bois-le-Duc | Pays-Bas  |
| 2007  | Völklingen  | Allemagne |
| 2009  | Medvode     | Slovénie  |
| 2011  | Vantaa      | Finlande  |

| Année | Ville hôte | Pays      |
| ----- | ---------- | --------- |
| 2013  | Ankara     | Turquie   |
| 2015  | Lubin      | Pologne   |
| 2017  | Mulhouse   | France    |
| 2018  | Tallinn    | Estonie   |
| 2020  | Lahti      | Finlande  |
| 2022  | A definir  | A definir |

## [1]Vainqueurs
| Année | Simple hommes          | Simple dames            | Double hommes                             | Double dames                            | Double mixte                           | Équipe           |
| ----- | ---------------------- | ----------------------- | ----------------------------------------- | --------------------------------------- | -------------------------------------- | ---------------- |
| 1969  | Flemming Delfs         | Anne Berglund           | Keit Arthur Ray Stevens                   | Joke van Beusekom Marjan Luesken        | Gert Perneklo Karin Lindqvist          | NC               |
| 1971  | Rob Ridder             | Anne Berglund           | Peter Gardner John Stretch                | Anne Berglund Lene Køppen               | Peter Gardner Barbara Giles            | NC               |
| 1973  | Jesper Helledie        | Mette Myhre             | Stefan Karlsson Willy Nilson              | Ann Forest Kathleen Whiting             | Jesper Helledie Susanne Johansen       | NC               |
| 1975  | Bruno Wackfelt         | Pia Nielsen             | Bruno Wackfelt Goran Sterner              | Lise Lotte Gottsche Lilli B. Pedersen   | Tim Stokes Karen Puttick               | Danemark         |
| 1977  | Andy Goode             | Karen Bridge            | Jesper Toftlund Niels Christensen         | Karen Bridge Karen Puttick              | Nigel Tier Karen Puttick               | Angleterre       |
| 1979  | Jens Peter Nierhoff    | Kirsten Larsen          | Peter Isaksson Jan Erik Antonsson         | Sally Leadbeater Gillian Clark          | Jens Peter Nierhoff Charlotte Pilgaard | Danemark         |
| 1981  | Michael Kjeldsen       | Helen Troke             | Michael Kjeldsen Mark Christiansen        | Dorte Kjaer Nettie Nielsen              | Dipak Tailor Mary Leeves               | Danemark         |
| 1983  | Claus Thomsen          | Helen Troke             | Christopher Rees Lyndon Williams          | Lisa Chapman June Shipman               | Anders Nielsen Gitte Paulsen           | Angleterre       |
| 1985  | Matthew Smith          | Lisbeth Stuer-Lauridsen | Jan Paulsen Lars Pedersen                 | Lisbeth Stuer-Lauridsen Lotte Olsen     | Jan Paulsen Marian Christiansen        | Danemark         |
| 1987  | Pontus Jantti          | Helle Andersen          | Michael Søgaard Jens Maibom               | Catrine Bengtsson Margit Borg           | Jens Maibom Charlotte Madsen           | Danemark         |
| 1989  | Thomas Stuer-Lauridsen | Camilla Martin          | Thomas Stuer-Lauridsen Christian Jacobsen | Marlene Thomsen Trine Johansson         | Christian Jacobsen Marlene Thomsen     | Danemark         |
| 1991  | Jürgen Koch            | Lotte Thomsen           | Martin L. Hansen Peter Christensen        | Trine Pedersen Mette Pedersen           | Peter Christensen Rikke Broen          | Union soviétique |
| 1993  | Jim Laugesen           | Mette Sørensen          | Jim Laugesen Janek Roos                   | Mette Sørensen Rikke Olsen              | Thomas Stavnsgaard Sara Runesten       | Danemark         |
| 1995  | Peter Gade             | Brenda Beenhakker       | Peter Gade Peder Nissen                   | Joanne Wright Donna Kellogg             | Peder Nissen Mette Hansen              | Danemark         |
| 1997  | Dicky Palyama          | Judith Meulendijks      | Kasper Ødum Ove Svejstrup                 | Lene Mork Jane Bramsen                  | Ove Svejstrup Britta Andersen          | Danemark         |
| 1999  | Björn Joppien          | Petra Overzier          | Mathias Boe Kasper Kim Jensen             | Petra Overzier Anne Honscheid           | Mathias Boe Karina Sørensen            | Allemagne        |
| 2001  | Eric Pang              | Juliane Schenk          | Carsten Mogensen Rasmus Andersen          | Kamila Augustyn Nadiezda Kostiuczyk     | Rasmus Andersen Mette Nielsen          | Allemagne        |
| 2003  | Marc Zwiebler          | Larisa Griga            | Mikkel Delbo Larsen Martin Bille Larsen   | Nina Vislova Valeria Sorokina           | Marc Zwiebler Birgit Overzier          | Allemagne        |
| 2005  | Rajiv Ouseph           | Janet Köhler            | Rasmus Bonde Kasper Henriksen             | Nina Vislova Olga Kozlova               | Rasmus Bonde Christinna Pedersen       | Danemark         |
| 2007  | Mads Conrad-Petersen   | Karina Jorgensen        | Peter Mills Chris Adcock                  | Kristina Ludikova Olga Konon            | Christian Larsen Joan Christiansen     | Angleterre       |
| 2009  | Emil Holst             | Anne Hald Jensen        | Sylvain Grosjean Sam Magee                | Anastasia Chervaykova Romina Gabdullina | Jacco Arends Selena Piek               | Danemark         |
| 2011  | Viktor Axelsen         | Carolina Marín          | Christopher Coles Matthew Nottingham      | Mette Poulsen Ditte Strunge Larsen      | Kim Astrup Sørensen Line Kjærsfeldt    | Allemagne        |
| 2013  | Fabian Roth            | Stefani Stoeva          | Oliver Babic Kasper Antonsen              | Stefani Stoeva Gabriela Stoeva          | David Daugaard Maiken Fruergaard       | Danemark         |
| 2015  | Anders Antonsen        | Mia Blichfeldt          | Alexander Bond Joel Eipe                  | Julie Jakobsen Ditte Hansen             | Max Weißkirchen Eva Janssens           | Espagne          |
| 2017  | Toma Junior Popov      | Julie Dawall Jakobsen   | Thom Gicquel Toma Junior Popov            | Emma Karlsson Johanna Magnusson         | Rodion Alimov Alina Davletova          | France           |
| 2018  | Arnaud Merklé          | Line Christophersen     | Fabien Delrue William Villeger            | Bengisu Erçetin Nazlıcan İnci           | Fabien Delrue Juliette Moinard         | France           |
| 2020  | Christo Popov          | Anastasiia Shapovalova  | Wiliam Kryger Boe Mads Vestergaard        | Anastasila Boiarun Alena Iakovleva      | Matthias Kicklitz Thuc Phuong Nguyen   | Danemark         |
| 2022  | Alex Lanier            | Kaloyana Nalbantova     | Jakob Houe Christian Faust Kjær           | Nikol Carulla Lucia Rodriguez           | Jarne Schlevoigt Julia Meyer           | Danemark         |
| 2024  | Mateusz Golas          | Kaloyana Nalbantova     | Tom Lalot-Trescarte Thibault Gardon       | Elsa Jacob Camille Pognante             | Thibault Gardon Kathell Desmots-Chacun | Danemark         |